# 新野の盆踊り
新野の盆踊り（にいののぼんおどり）は、長野県下伊那郡阿南町の新野地区に伝わる盆踊り、夏祭り。1998年に「新野の盆踊」として指定された国の重要無形民俗文化財である。また、2022年11月にユネスコ無形文化遺産に登録された「風流踊」のひとつでもある。

## 歴史
この祭りの起源は明らかでないが、1529年（享禄2年）に瑞光院が建立された際、祝いに来た三河国振草村の村人による踊りを見て、新野の住民にも盆踊りが定着したと記録が残っている。現在の形になる前は、新盆の家の庭先で、親類縁者や村人らが精霊を慰めるための踊りをしてまわっていたといわれている。

## 特徴
毎年8月14日から16日にかけて、夜9時から翌朝6時まで（17日朝は、明け方の「踊り神送り」の式まで）夜通し行われ、8月第4土曜にはうら盆が開催される
。(うら盆の「うら」とは「私の」という意味でお盆期間は来客対応などで盆踊りをできなかった人のために行われる、純粋に盆踊りを楽しむための日)
東西約1kmの通りが踊りの輪となり、中ほどの市神様前に櫓が組まれる。三味線、太鼓、笛などの楽器は使わず、櫓上の音頭取りの「音頭出し」と、踊り子の「返し」の声だけで踊りが進められる。曲目は扇子踊りの『すくいさ』『音頭』『おさま甚句』『おやま』、手踊りの『高い山』『十六』『能登』の7つで、元は12～3種類の踊りがあったが、1927年に柳田国男の指導で特徴のある7種類に整理された。各日の最初は『すくいさ』が踊られる。『能登』が踊られるのは「踊り神送り」の時のみである。16日の夕方には、新霊の家に飾られていた灯篭が櫓の周りに集められ、最後の夜の盆踊りが行われる。精霊送りは夜中に行われるが、それが済むと盆踊りを踊ることができなくなるとされているため、踊り手たちが精霊送りを明け方まで引き延ばすのが習わしである。「踊り神送り」は、市神様前で御嶽行者の先立ちで和讃が唱えられる。灯篭の行列が組まれ、西の太子堂前で和讃が唱えられ、それが終わると空砲が放たれる。東に向きを変えた行列が市神様前を通り過ぎると踊りを止めなければならないしきたりであるため、踊り手たちは行列を阻もうと小さな輪を作って踊り続ける。このやりとりが祭りのクライマックスである。踊り手も列に加わり、かつての村境近くの、瑞光院の馬頭観世音の碑のある広場まで行くと切子灯籠が積み重ねられ、行者が九字を切り、太刀を抜いて道切りの式が行われる。灯籠に火が点され、踊りの参加者は『秋歌』を歌いながら後ろを振り向かずもと来た道を帰る。